# Data Base Task Group
Data Base Task Group（データベースタスクグループ、DBTG）は、CODASYL（データシステム言語会議）のCobol委員会（旧プログラミング言語委員会）が1965年に設立したワーキンググループ（当初はリスト処理タスクフォース、後に1967年にDBTGに改名）である。
DBTGの議長はRCAのウィリアム・オルレが務めた。

## 解説
1971年4月、DBTGはネットワーク型データモデルの標準化のために、データ操作言語（Data Manipulation Language、DML）とデータ定義言語（Data Definition Language、DDL）の仕様を含む報告書を発表した。DBTGの最初の提案は、すでに1969年に発表されていた。その後、この仕様はさまざまな委員会で修正・開発され、1973年と1978年に他の報告書によって発表された。この仕様は、DBTGデータベースモデルやCODASYLデータベースモデルと呼ばれることが多い。データモデルだけでなく、データベース用語の多くの基本概念、特にスキーマとサブスキーマの概念がこのグループによって導入された。